# 30-й гвардейский стрелковый корпус
30-й гвардейский стрелковый Ленинградский Краснознамённый корпус — гвардейское общевойсковое тактическое соединение (стрелковый корпус) Вооружённых сил СССР, принимавшее участие в Великой Отечественной войне.

## История

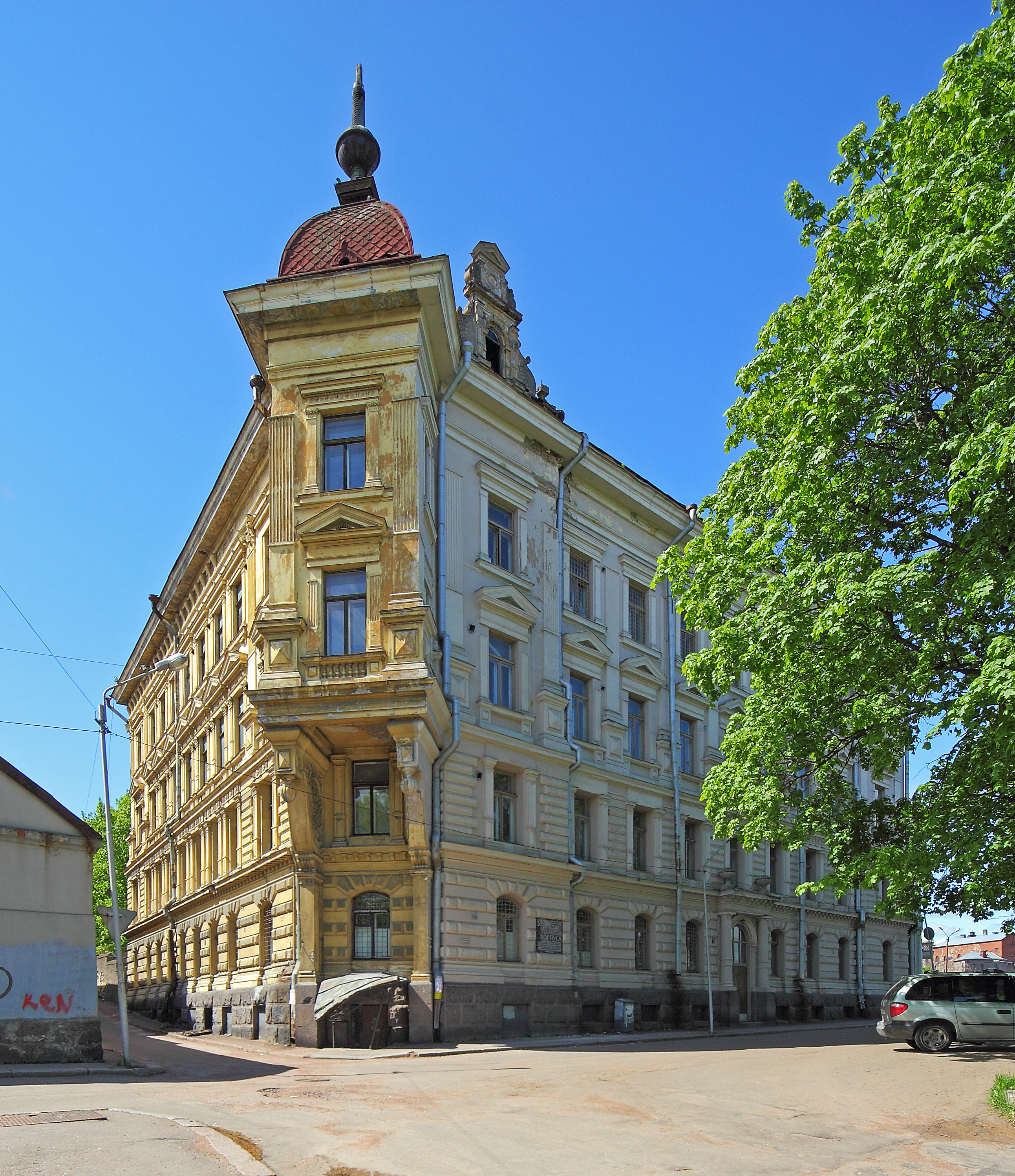
Здание штаба корпуса в Выборге

Корпус сформирован в апреле 1943 года в составе управления и трёх гвардейских дивизий, отличившихся в боях по прорыву блокады Ленинграда, — 45-й, 63-й и 64-й (последняя пришла с Волховского фронта). В связи с этим корпус с первого дня образования получил почётное звание Гвардейский. В период блокады штаб корпуса располагался в Доме Советов. Командиром был назначен Н. П. Симоняк, получивший за операцию «Искра» звание Героя Советского Союза.
В 1957 году формирование было преобразовано в 30-й гвардейский армейский корпус. Место постоянной дислокации в послевоенное время — Карельский перешеек, штаб находился в городе Выборге, где в гарнизонном доме офицеров длительное время размещался музей истории корпуса.
30-й гвардейский армейский корпус расформирован в 1998 году. Согласно распоряжению Выборгской городской администрации 2003 года на бывшем здании штаба корпуса в Выборге была установлена памятная доска, посвящённая войсковому соединению. В честь корпуса названа одна из выборгских набережных.

## Боевой путь

### Январский гром
15 января после 110-минутной артподготовки, на 17-километровом участке фронта Лигово — Редкое Кузьмино подразделения корпуса перешли в наступление совместно со 109-м и 110-м стрелковыми корпусами. Наступая непосредственно за артиллерийским валом, с минимальными потерями к исходу первого дня наступления продвинулись вперед на 4,5 километра. 16 января части корпуса достигли шоссе Красное Село — Пушкин. 18 января подразделения корпуса начали штурм Красного Села и Вороньей горы. Утром 19 января одновременным ударом с двух сторон части 63-й гвардейской стрелковой дивизии штурмом овладели Вороньей горой, а части 64-й гвардейской, совместно с 291-й стрелковой дивизией освободили Красное Село.
Для наступления на Нарву корпус передан из 42-й армии в состав 2-й ударной армии.
За успешные действия корпусу присвоено почётное наименование «Ленинградский».
В феврале 1944 года корпус ведёт бои на Нарвском плацдарме. Сменён на плацдарме 109-м стрелковым корпусом в начале марта 1944 года.

### Выборгская операция
В ходе подготовки к Выборгской наступательной операции корпус скрытно переброшен из-под Нарвы и развёрнут на Карельском перешейке. 10 июня 1944 года участвует в наступлении на острие главного удара 21-й армии, вдоль Выборгского шоссе. Дивизии корпуса прорвали оборону противника и продвинулись вперед на расстояние до 15 километров, освободили Старый Белоостров, Майнилу, форсировали реку Сестру и вышли на подступы к посёлку Яппиля. 11 июня корпус совместно с приданными ему 1-й Краснознамённой танковой бригадой и 27-м гвардейским танковым полком продвинулись вперед ещё на 15-20 километров, взяв Яппиля, Перола, Мяттила и вышли к ключевому узлу второй полосы обороны противника — к Кивеннапе. На подходе к посёлку части корпуса были контратакованы частями финской танковой дивизии (три егерских батальона и противотанковый батальон 75-мм орудий). Первоначально контудар имел некоторый успех, но вскоре под давлением советской пехоты и танков финны были вынуждены отступить на исходные рубежи. 12 июня части 30-го гвардейского корпуса вели бой за Кивеннапу.

### Нарвская операция
После отдачи Ставкой директивы от 10 июля 1944 года о переходе войск к обороне корпус переброшен под Нарву и передан в состав 2-й ударной армии. 26 июля 1944 года участвует в штурме города и крепости Нарва. В отдельном батальоне связи корпуса в годы войны воевал Н. Г. Костин, военный историк и публицист, автор книги «Битва за Нарву».

### Таллинская операция
В период с 3 по 13 сентября 1944 в составе войск 2-й ударной армии переброшен с нарвского плацдарма в район Тарту, совершив 300-километровый переход. От Гдова корпус следовал походным порядком. Ночными переходами, по грунтовым дорогам, размытым сильными осенними дождями, с артиллерией, моторизованными частями и конным обозом корпус совершил марш более чем в 200 км за шесть дней. Через пролив между Чудским и Псковским озёрами их переправили 25-я отдельная бригада речных катеров и 5-й тяжёлый понтонно-мостовой полк.
17 сентября 1944 года в составе 2-й ударной армии перешёл в наступление, форсировал реку Эмайыги и в первый же день прорвал оборону противника на глубину до 18 км. В дальнейшем дивизии корпуса продолжили преследование противника, стремительно наступая в северном направлении. За четыре дня боёв пройдено более ста километров.
На 1 октября 1944 года корпус находится в резерве Ленинградского фронта.

### Курляндский котёл
С осени 1944 года корпус участвует в блокировании остатков группы армий «Север» на территории западной части Латвии.
В период с 20 февраля 1945 года по 28 февраля 1945 года участует в Прекульской операции — четвёртой попытке ликвидации Курляндского котла.

## Торжественное возвращение частей корпуса в Ленинград

Части Ленинградского стрелкового корпуса торжественно входят в Ленинград, 8 июля 1945 г.

После окончания войны ГКО принял решение передислоцировать корпус из Прибалтики для расквартирования на постоянной основе под Ленинградом. Совершив более чем 100-километровый марш из Латвии, в начале июля 1945 г. части корпуса достигли предместий Ленинграда и разместились в Красном Селе и Пулково для короткого отдыха.
Ранним утром в воскресенье 8 июля 1945 несколькими колоннами части корпуса торжественно вступили в Ленинград. По проспекту Стачек и через Нарвские ворота в город вошла 45-я гв. стрелковая дивизия, по Международному проспекту через Московские ворота — 63-я гв. стрелковая дивизия, а по набережной из района Володарского моста к центру города продвигалась 64-я гв. стрелковая дивизия. Тысячи ленинградцев радостно встречали воинов-победителей хлебом-солью, подарками и цветами. По пути следования гвардейцев были сооружены временные деревянные триумфальные арки.
К полудню, пройдя по центру города, в том числе и по Невскому проспекту, части корпуса достигли Дворцовой площади, где состоялся торжественный митинг. От лица ленинградцев гвардейцев приветствовал председатель Ленгорсовета П. С. Попков. Закончился митинг парадом частей корпуса, который возглавил командующий корпусом генерал-майор А. Ф. Щеглов. На параде был пронесён штандарт Ленинградского фронта, с которым сводный полк фронта участвовал в Москве в Параде Победы. Над городом и Дворцовой площадью пролетели боевые самолёты, ведомые дважды Героем Советского Союза П. А. Покрышевым. После парада состоялись народные гулянья и праздничный фейерверк.
В мае 2014 года Совет Героев Советского Союза, Героев России и полных кавалеров ордена Славы Санкт-Петербурга и Ленинградской области выступил с инициативой создания триумфальной арки Победы, повторяющую одну из временных триумфальных арок которые были построены в честь возвращения 30-го гвардейского корпуса в Ленинград в июле 1945 года. Поскольку современная социальная инфраструктура не позволяет построить такое сооружение на одном из исторических мест было принято решение возвести арку к апрелю 2015 года на территории Красносельского района — на пересечении Кингисеппского и Гатчинского шоссе, проспекта Ленина и улицы Восстановления.

## Награды
- апрель 1943 года — Почетное звание  Гвардейский — присвоено при формировании.
- 22 октября 1944 года —  Орден Красного Знамени — награждён указом Президиума Верховного Совета СССР от 22 октября 1944 года за образцовое выполнение заданий командования в боях с немецкими захватчиками при прорыве обороны противника севернее города Тарту[17]

## Состав

### 1945 год
В 1945 году корпус имел следующий состав:
- 45-я гвардейская Красносельская ордена Ленина Краснознамённая стрелковая дивизия
- 63-я гвардейская Красносельская ордена Ленина Краснознамённая стрелковая дивизия
- 64-я гвардейская Красносельская ордена Ленина Краснознамённая стрелковая дивизия

Соединения и части корпусного подчинения:
- 135-й гвардейский отдельный батальон связи
- 362-я полевая авторемонтная база

### 1988 год
С июля 1945 года корпус входил в состав 23-й армии Ленинградского военного округа, а после её расформирования (1948 год) находился в непосредственном подчинении штаба округа. В 1950-х годах преобразован из стрелкового корпуса в армейский корпус с сохранением номера и наград. Штаб корпуса много лет располагался в городе Выборг. 
- Управление корпуса и 31-я отдельная рота охраны и обеспечения (г. Выборг);
- 45-я гвардейская мотострелковая Красносельская ордена Ленина, Краснознамённая дивизия (Каменка)
- 64-я гвардейская мотострелковая Красносельская ордена Ленина, Краснознамённая дивизия (Сапёрное)
- 37-я мотострелковая дивизия кадра[~ 1] (Чёрная Речка)[20]
- 8-й гвардейский пушечный артиллерийский полк (Каменка)
- 807-й реактивный артиллерийский полк (Каменка)
- 970-й противотанковый артиллерийский полк (г. Выборг)
- 1451-й разведывательный артиллерийский полк (г. Выборг)
- 78-й отдельный гвардейский полк связи (г. Выборг)
- 93-я отдельная вертолётная эскадрилья (Касимово)
- 910-й отдельный инженерно-сапёрный батальон (Харитоново)
- 135-й отдельный батальон связи (г. Выборг)
- 198-й отдельный радиотехнический батальон ПВО (г. Выборг)
- 496-й отдельный батальон радиоэлектронной борьбы (г. Выборг)
- 54-я бригада материального обеспечения (г. Выборг)
- 708-й отдельный ремонтно-восстановительный батальон (Каменка)
- 217-й отдельный ремонтно-восстановительный батальон (г. Выборг)
- 462-я отдельная рота спецназа ГРУ (г. Выборг)

## Командиры корпуса
В 1940—1990-х годах корпусом командовали следующие военачальники:
- Симоняк, Николай Павлович (18.04.1943 — 06.10.1944, 8.10.1945 - 28.09.1948), генерал-майор, с 22.02.1944 генерал-лейтенант.
- Щеглов, Афанасий Фёдорович (09.10.1944 — 00.07.1945), генерал-майор.
- Хетагуров, Георгий Иванович (30.04.1949 — 2.08.1951), генерал-лейтенант.
- Городецкий, Николай Васильевич (2.08.1951 — 13.10.1953), генерал-лейтенант
- Панов, Михаил Фёдорович (декабрь 1953 — 15.10.1954), генерал-лейтенант танковых войск.
- Мультан, Николай Николаевич (15.10.1954 — 11.06.1956), генерал-майор, с августа 1955 генерал-лейтенант.
- Мироненко, Иван Лукич (10.11.1956 — 30.05.1959), генерал-майор танковых войск.
- Репин, Яков Фёдорович (30.05.1959 — 24.09.1960), генерал-майор.
- Свиридов, Александр Андреевич (24.09.1960 — 18.12.1968), генерал-майор, с 23.02.1967 генерал-лейтенант.
- Городецкий, Георгий Дмитриевич (18.12.1968 — 2.09.1970), генерал-майор танковых войск.
- Ермаков, Владимир Ефимович (2.09.1970 — 28.02.1973), генерал-майор.
- Иванов, Александр Алексеевич (28.02.1973 — 20.03.1974), генерал-майор.
- Гашков, Иван Андреевич (апрель 1974 — 5.11.1976), генерал-майор.
- Субанов, Мырзакан Усурканович (1989—1991), генерал-майор.
- Гусев, Николай Петрович (1991—1995), генерал-лейтенант.
- Марченков, Валерий Иванович (1996-1998), генерал-лейтенант.